# 施泰滕 (沙夫豪森州)
施泰滕（德語：Stetten，發音：[ˈʃtɛtn̩] ⓘ）是瑞士沙夫豪森州的一个市镇。该市镇总面积为4.73平方千米，截至2018年12月31日总人口为1,351人。